# Snookerweltmeisterschaft 1975
Die Snookerweltmeisterschaft 1975 war ein professionelles Snookerturnier im Rahmen der Saison 1974/75 mit Einfluss auf die Order of Merit der Saison 1975/76 sowie auf die Weltrangliste der Saison 1976/77. Das Turnier wurde vom 9. April bis zum 1. Mai 1975 als zweite Snookerweltmeisterschaft nach der Weltmeisterschaft 1971 an verschiedenen Spielorten in Australien in den Bundesstaaten New South Wales, Queensland und Victoria sowie in dem unter anderem die Hauptstadt Canberra umfassenden Australian Capital Territory. Sieger wurde der Titelverteidiger Ray Reardon aus Wales, der im Finale im letztmöglichsten Frame den australischen Spieler Eddie Charlton mit 31:30 besiegte. Das höchste Break des Turnieres spielte der Nordire Dennis Taylor mit einem 128er-Break.

## Hintergrund
Nachdem bereits die Snookerweltmeisterschaft 1971 in Australien stattgefunden hatte, bewarb sich die Australian Professional Players’ Association um ihren Vorsitzenden Eddie Charlton um die Austragung in Australien. Dabei sollten die Spiele laut Bewerbung größtenteils in Sydney ausgetragen werden, jedoch waren Spielorte in anderen Bundesstaaten denkbar.
Ende Mai 1974 gab die World Professional Billiards & Snooker Association schließlich nach einem Treffen in West Bromwich bekannt, die Weltmeisterschaft 1975 in Australien austragen zu wollen. Dabei trat die Australian Professional Players’ Association als Turniersponsor in Erscheinung, die bekannt gab, für acht Spieler eine kostenlose Flugreise und somit eine Teilnahme am Turnier gewährleisten zu wollen. Dies betraf den südafrikanischen Meister Perrie Mans, den kanadischen Meister Cliff Thorburn sowie sechs britische Profis um Titelverteidiger Ray Reardon aus Wales sowie die Engländer Graham Miles, Fred Davis, Rex Williams, John Spencer und John Pulman. Sofern andere Spieler ihre Anfahrt bezahlen konnten, konnten auch diese am Turnier teilnehmen.

### Teilnehmer
An der Snookerweltmeisterschaft 1975 nahmen insgesamt 27 Spieler teil, wobei dies einen neuen Teilnehmerrekord darstellte. Von diesen 27 Spielern kamen mit vierzehn knapp die Hälfte aus dem Vereinigten Königreich, zehn aus Australien, zwei aus Kanada sowie ein Spieler aus Südafrika. Von den australischen Spielern waren mit Lou Condo, Jim Charlton, Bruder von Eddie Charlton, und Ron Mares drei Spieler erst kurz vor Turnierbeginn Profispieler geworden. Condo war zudem australischer Snooker-Meister, während sein Landsmann Philip Tarrant ehemaliger nationaler Meister im English Billiards war.
Insgesamt waren acht Spieler für das Achtelfinale gesetzt. Diese Liste führte der walisische Titelverteidiger Ray Reardon vor dem Vorjahresfinalisten Graham Miles an, gefolgt von Miles’ englischen Landsmännern Fred Davis und Rex Williams sowie vom Nordiren Alex Higgins. Die restlichen drei Plätze belegten John Dunning, Eddie Charlton und John Spencer. Somit war Charlton der einzige Australier unter den gesetzten Spielern sowie Dunning der einzige, der nicht aus den Fernsehübertragungen des Pot Black Cups bekannt war.

Teilnehmer der Snookerweltmeisterschaft 1975
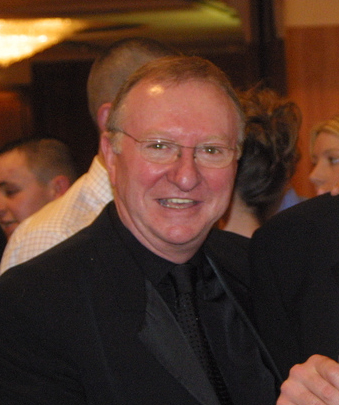
Dennis Taylor (2004)
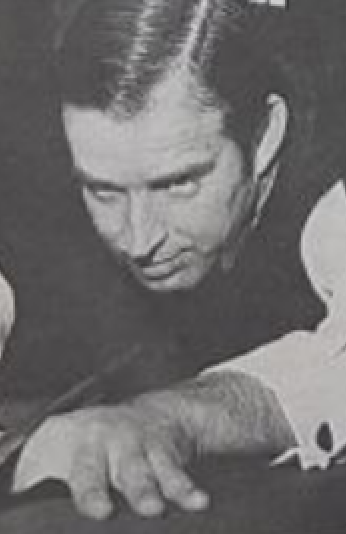
John Spencer (1971)
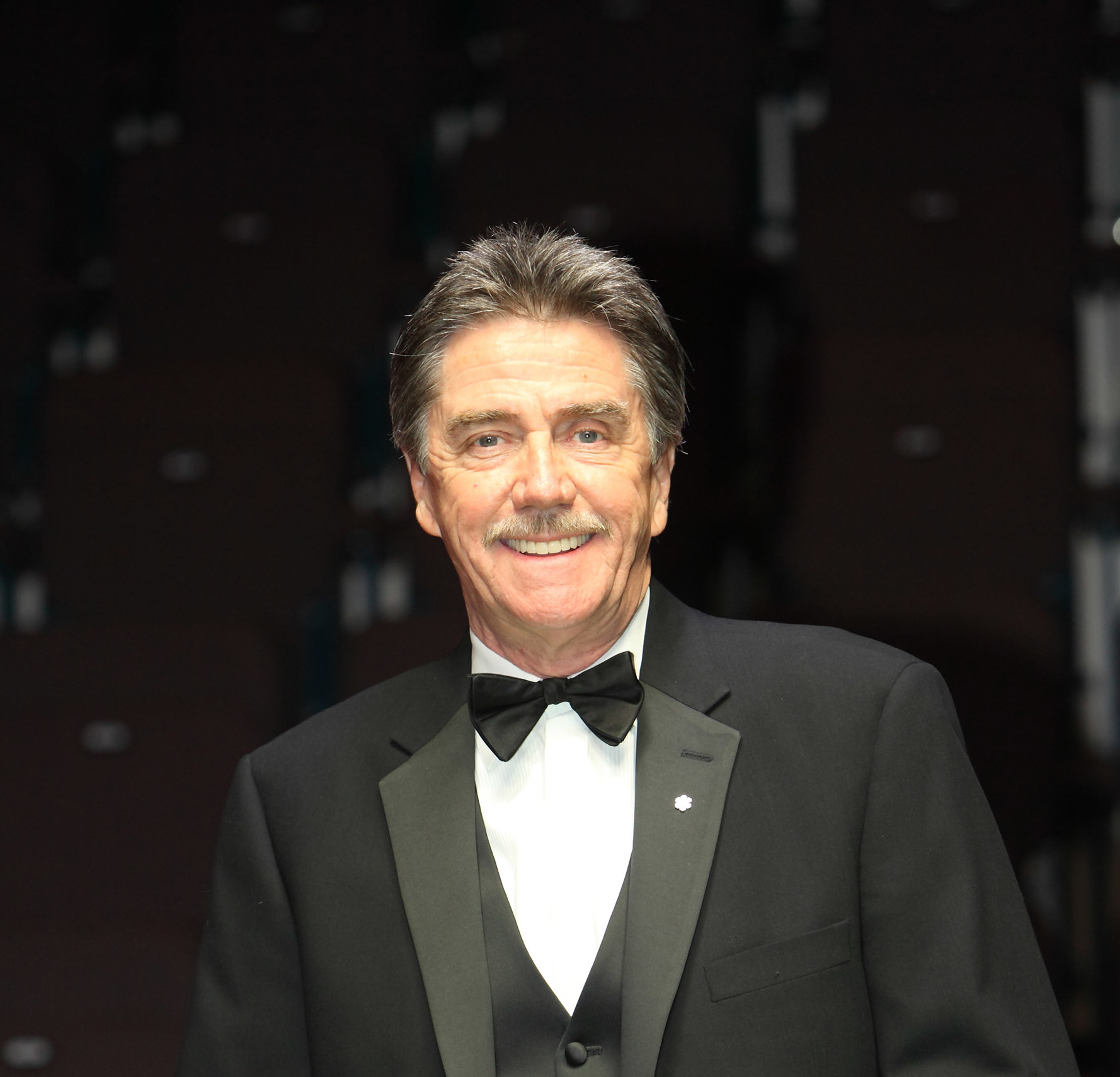
Cliff Thorburn (2010)
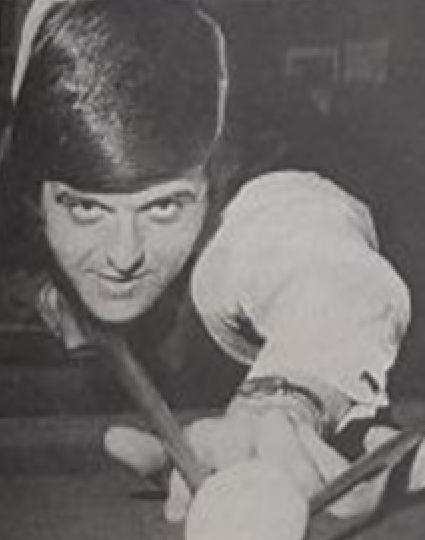
David Greaves (1971)

### Preisgeld
Auch wenn mit Park Drive der Sponsor der letzten drei Weltmeisterschaften abgesprungen war, verdoppelte sich das Preisgeld dennoch fast von 9.800 Pfund Sterling im Vorjahr auf 18.600 £. Damit stellte das Preisgeld im Wert von insgesamt 30.000 Australischen Dollars einen neuen Preisgeldrekord auf.
|                      | Preisgeld                | Preisgeld |
| in Pfund Sterling    | in Australischen Dollars |           |
| -------------------- | ------------------------ | --------- |
| Sieger               | 4.000 £                  | 7.500 A$  |
| Finale               | 2.500 £                  | 4.500 A$  |
| Halbfinale           | 1.500 £                  | 3.000 A$  |
| Viertelfinale        | 1.000 £                  | 1.500 A$  |
| Achtelfinale         | 400 £                    | 750 A$    |
| Runde der letzten 24 | 200 £                    | –         |
| Erste Runde          | 100 £                    | –         |
| Insgesamt            | 18.600 £                 | 29.500 A$ |

## Turnierverlauf

### Modus
Das Turnier startete mit drei Vorrundenspielen, die im Modus Best of 29 Frames ausgetragen wurden. An ihnen nahmen jeweils drei Engländer und drei Australier teil, wobei die Sieger der drei Partien in die Runde der letzten 24 vorrückten. Dort trafen sie auf die weiteren ungesetzten Spieler, wobei die acht Sieger der acht Partien ins Achtelfinale kamen und dort gegen jeweils einen der gesetzten Spieler trafen. Nachdem die Runde der letzten 24 und das Achtelfinale über jeweils 29 Frames gingen, wurden in den Viertel- und Halbfinalspielen jeweils 37 Frames gespielt. Das Endspiel ging schließlich über 61 Frames.

### Vorrunde

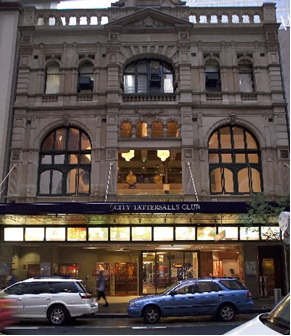
Der City Tattersalls Club in Sydney

Die drei Vorrundenspiele wurden zwischen dem 9. und dem 11. April ausgetragen und eröffneten somit das Turnier.
Das erste Match des Turnieres begann am 9. April 1975 im Woononna-Bulli RSL Club in den Stadtteilen Woonona und Bulli von Wollongong und beinhaltete die Begegnung zwischen David Greaves und Jim Charlton. Nachdem es zum Ende der ersten Session 4:3 und nach zwei gespielten Sessions 8:6 für Greaves gestanden hatte, verteidigte Greaves im Folgenden seine Führung auf 10:8, bevor Charlton mit 12:13 in Führung ging. Am Schluss gewann Greaves mit 15:14 gegen Charlton und zog damit in die Runde der letzten 24 ein, wo er auf den Australier Gary Owen traf.
Ebenfalls ab dem 10. April trafen im Queanbeyan Leagues Club in Queanbeyan Bernard Bennett und Philip Tarrant aufeinander. Nach zwei gespielten Sessions lag Bennett wie auch sein Landsmann Parkin in seinem Match gegen Lou Condo mit 6:8 gegen Tarrant zurück. Am Ende konnte Tarrant mit 8:15 gewinnen und zog somit als zweiter Australier nach Lou Condo in die Runde der letzten 24 ein.
Am 10. April startete mit dem Spiel Maurice Parkin gegen Lou Condo im City Tattersalls Club von Sydney das zweite Match der Vorrunde. Nach zwei Sessions führte Condo mit 6:8 und konnte schlussendlich die Führung auf 8:15 ausbauen, wodurch auch er die Runde der letzten 24 erreichte.
| Spiel | Spieler 1       | Ergebnis  | Spieler 2      |
| ----- | --------------- | --------- | -------------- |
| 1     | David Greaves   | 1415:1415 | Jim Charlton   |
| 2     | Bernard Bennett | 158:158   | Philip Tarrant |
| 3     | Maurice Parkin  | 158:158   | Lou Condo      |

### Runde der letzten 24
Die erste Hauptrunde startete am 13. und 14. April mit der Partie John Pulman gegen Philip Tarrant im Auburn Baseball Club von Auburn. Nach zwei gespielten Sessions mit jeweils sieben Frames führte der achtfache Weltmeister Pulman mit 9:5, bevor die letzten beiden Sessions mit sieben beziehungsweise acht Frames jeweils deutlich an Pulman gingen und dieser mit einem 23:6-Sieg die nächste Runde erreichte.
Am 14. April begannen die übrigen sieben Spiele der Vorrunde. Das Spiel zwischen dem Südafrikaner Perrie Mans und dem Nordiren Dennis Taylor fand als zweites Spiel der Weltmeisterschaft im Sydneyer City Tattersalls Club statt. Nachdem Taylor mit der ersten Session mit 5:2 in Führung gegangen war, holte Mans in der zweiten Session deutlich auf und glich zum 7:7 aus. Doch Taylor konnte die erste Session des zweiten Tages mit 5:2 für sich entscheiden und rettete sich mit einem 4:4-Unentschieden in der letzten Session mit einem insgesamten 16:13-Sieg ins Achtelfinale.
Auch das Spiel zwischen dem Kanadier Cliff Thorburn und dem irisch-australischen Paddy Morgan im Tamworther Tamworth Workers’s Club begann am 14. April mit zwei Sessions, nach denen Thorburn mit 10:4 in Führung gegangen war. Auch die nächste Session einen Tag später ging mit 5:2 an Thorburn, ehe Morgan zum Spielende mit dem 2:6-Gewinn der letzten Session immerhin seine Niederlage auf ein 17:12 reduzierte.
Im Grafton District Services Club in Grafton wurde die Partie zwischen dem Engländer Jim Meadowcroft und dem Kanadier Bill Werbeniuk ausgetragen. Während Meadowcroft nach der ersten Session mit 5:2 in Führung gegangen war, drehte Werbeniuk in der zweiten Session das Spiel und ging selbst mit 6:8 in Führung. Am zweiten Tag baute er diese mit der dritten Session auf 14:7 aus, bevor Meadowcroft die letzte Session mit 3:5 zum Endstand von 17:12 für Werbeniuk gewann.
Ebenfalls am 14. April startete als eines von zwei Spielen mit rein australischer Beteiligung die Partie zwischen dem 28 Jahre jungen Ian Anderson und seinem südaustralischen Konkurrenten Lou Condo im Bentleigh Club von Melbourne, bei dem Anderson nach einer Session mit 6:1 in Führung ging. Am zweiten Tage ging Anderson zwischenzeitlich mit 13:8 in Führung, bevor er auch die letzte Session gewann und somit das Spiel mit einem Endstand von 18:11 beendete.
Die zweite rein australische Begegnung fand zwischen dem Vize-Weltmeister von 1971, Warren Simpson, und Ron Mares im Central Coast Leagues Club in Gosford statt, bei der Simpson am ersten Tag mit 5:2 und 11:3 in Führung ging. Die beiden Sessions am folgenden Tag gingen mit 5:2 und 3:5 aus Sicht von Simpson aus, sodass dieser das Spiel mit 19:10 für sich entscheiden konnte.
Im Goulburn Workers’ Club von Goulburn fand die Partie zwischen dem walisisch-australischen Gary Owen und dem Engländer David Greaves statt, bei der Owen nach einer Session mit 6:1 führte. Während die zweite Session mit 5:2 ausging, dominierte Owen die Sessions am nächsten Tag deutlich und gewann das Spiel mit 25:4.
Die achte Partie ebenjener Runde wurde im Marrickville RSL Club in Marrickville zwischen dem Engländer David Taylor und dem Australier Rex King ebenfalls mit zwei Sessions am ersten Tag ausgetragen, an dem Taylor nach einem 3:4-Rückstand nach der ersten Session am Ende mit 8:6 führte. Die letzten beiden Sessions einen Tag später gingen mit 5:2 und 5:3 jeweils an Taylor, der das Spiel somit mit 18:11 für sich entscheiden konnte.

### Achtelfinale
Am 16. und 17. April startete der amtierende Weltmeister Ray Reardon aus Wales mit seiner Partie gegen Warren Simpson im Central Coast Leagues Club von Gosford ins Turnier. Obwohl der deutlich ältere Simpson starken Druck auf Reardon ausübte und mehrere Frames eng endeten, gelang dem für sein sicheres Lochspiel unter Druck bekannten Titelverteidiger nach zwei Sessions eine 8:6-Führung, infolgedessen dieser bereits zu diesem Zeitpunkt erneut als Favorit auf den Titel gehandelt wurde. Die dritte Session einen Tag später ging schließlich mit 4:3 erneut knapp an Reardon, bevor dieser trotz einer 3:5-Niederlage in der vierten Session das Spiel mit 15:14 für sich entscheiden konnte und somit ins Viertelfinale einzog.
Am selben Tag wie Reardon startete mit dem Engländer Graham Miles im Queanbeyan Leagues Club in Queanbeyan gegen Cliff Thorburn sein letztjähriger Konkurrent aus dem WM-Finale ins Turnier. Obwohl der Pot-Black-Sieger Miles für seine Raffinesse bekannt war, hatte dieser gegen Thorburns schnellen Spielstil kaum eine Chance. Nachdem der Kanadier nach der ersten Session mit 6:1 geführt hatte, gelang ihm in der zweiten Session ein White-wash zur 13:1-Führung, sodass selbst der Schiedsrichter der Partie, Eric Burke, verlauten ließ, dass Thorburn in seiner momentanen Spielweise unschlagbar sei. Am zweiten Tage setzte sich die Siegesserie Thorburns mit 5:2 und 7:1 fort, sodass dieser mit einem deutlichen 25:4-Sieg ins Viertelfinale einzog.
Als drittes Achtelfinalspiel startete am 16. April im Melbourner Bentleigh Club die Partie zwischen dem Engländer Rex Williams und dem Australier Ian Anderson, in der es nach einer Session 5:2 stand. Nachdem die zweite Session mit 6:1 und die dritte mit 5:2 ebenfalls jeweils an Williams gegangen waren, sicherte sich dieser mit einem 4:4-Unentschieden in der letzten Session und einem daraus resultiertem 20:9-Endstand den Einzug ins Viertelfinale.
Im Dapto Leagues Club von Dapto trafen am 17. und 18. April John Pulman und der gesetzte John Spencer aufeinander. Spencer, der vier Jahre zuvor die ebenfalls in Australien ausgetragene Snookerweltmeisterschaft 1971 gewonnen hatte, lag nach zwei gespielten Sessions mit 9:5 in Führung. Nachdem Spencer die dritte Session am folgenden Tag mit 4:3 für sich hatte entscheiden konnte, teilten sich die beiden Engländer die letzte Session mit 4:4, sodass Spencer mit einem 17:12-Sieg die nächste Runde erreichte.
Im gleichen Zeitraum traf im Broken Hill RSL Club in Broken Hill der auf Position sechs gesetzte Engländer John Dunning auf Gary Owen. Nach zwei Sessions führte Owen bereits mit 8:6, bevor er am zweiten Tag seinen 19:10-Sieg mit einem 5:2 und einem 6:2 in den letzten beiden Sessions festigte.
Mit dem Engländer Fred Davis spielte neben John Pulman ein weiterer achtfacher Weltmeister um den Titel mit. Davis, Bruder von Snooker-Pionier Joe Davis, startete mit einer Partie gegen den Nordiren Dennis Taylor im Marrickville RSL Club ins Turnier, bei der Taylor nach zwei Sessions mit 8:6 in Führung lag. Zum Start in den zweiten Tag konnte Taylor mit einem 4:3 in der dritten Session seine Führung ausbauen, bevor Davis mit einem 3:5 in der finalen Session seinen Rückstand zwar noch verkürzen, Taylor aber seinen 15:14-Sieg durch einen 104:32-Sieg im letzten Frame nicht mehr nehmen konnte. Somit war die Partie nach dem Vorrundenspiel zwischen Davis Greaves und Jim Charlton die zweite Turnierpartie, die im Decider endete.
Als zweites Spiel im Grafton District Services Club startete am 17. April das Spiel zwischen dem Australier Eddie Charlton und dem Kanadier Bill Werbeniuk. Nachdem Charlton in der ersten Session mit einem 124er-Break das erste Century Break des Turnieres gespielt hatte, führte dieser nach zwei Sessions trotz eines deutlichen Gewinns der zweiten Session seitens Werbeniuk mit 8:6. Die dritte Session ging allerdings mit 5:2 deutlich an Charlton, der mit einem 4:4 in der finalen Session seinen 17:12-Sieg und den damit verbundenen Einzug ins Viertelfinale sicherte.
Im Albury SS and A im gleichnamigen Albury bestritten der Engländer David Taylor und sein gesetzter nordirischer Konkurrent Alex Higgins ihr Achtelfinalspiel. Higgins dominierte die beiden Sessions des ersten Tages deutlich und lag am Ende des Tages mit 12:2 in Führung. Zwar konnte Taylor am nächsten Tag mit 3:4 und 3:5 beide Sessions gewinnen, doch er konnte nicht mehr verhindern, dass Higgins mittels eines insgesamten 20:9-Sieges das Viertelfinale erreichte.

### Viertelfinale
Zwischen dem 21. und dem 23. April fanden die vier Viertelfinalpartien im Sherwood Services Club in Sherwood im Bundesstaat Queensland sowie im Cooma RSL von Cooma, im Wentworthville Leagues Club in Wentworthville und im Harbord Diggers’ Club von Harbord statt.
In Wentworthville trafen der Engländer Rex Williams und der Nordire Alex Higgins aufeinander. Higgins ging nach der ersten Session mit 4:2 in Führung, bevor durch Reparaturarbeiten bedingt durch ein fünf Tonnen schweres, für die Belichtung des Snookertisches mittels Leuchtstofflampen vorgesehenes und auf den Snookertisch gefallenes Gestell das Spiel für 50 Minuten unterbrochen werden musste. Da beide Spieler unverletzt blieben, wurde das Spiel in Anschluss daran fortgesetzt, wodurch Higgins bis zum Ende des Tages seine Führung auf 8:4 ausgebaut hatte. Am zweiten Tag dominierte Higgins die insgesamt dritte Session deutlich mit 5:1, bevor Williams es gelang, die vierte Session selbst mit 4:2 zu gewinnen, um insgesamt auf 15:9 zu verkürzen. Nach einem 3:3 in der fünften Session, verkürzte Williams mit der finalen Session durch ein 3:4 noch, doch Higgins gewann insgesamt das Spiel mit 21:16, wodurch der Nordire das Halbfinale erreichte.
Im Cooma RSL im gleichnamigen Cooma trafen Titelverteidiger Ray Reardon und der zweifache Weltmeister John Spencer aufeinander, wobei Spencer nach Ende des ersten Tages auch mithilfe eines 103er-Breaks mit 5:7 führte. Der zweite Tag begann mit einem ausgeglichenen 3:3 in der dritten Session, bevor Reardon mit einer 4:2 in der vierten Session zum insgesamten 13:13 ausglich. In ebenjener Session wurden insgesamt fünf Breaks von über 50 Punkten gespielt, sodass der Schiedsrichter der Partie, Ron Scherne, diese als „absolut fantastischen Snooker“ bezeichnete. Nachdem auch die fünfte Session mit 3:3 ausgegangen war, gelang es Reardon mithilfe seines geschickten Spielstils, die letzte Session mit 4:3 für sich zu entscheiden und somit das Spiel mit 19:18 zu gewinnen und das Halbfinale zu erreichen.
Im Harbord Diggers’ Club trafen Dennis Taylor, durch seine vorherigen Siege als „Überraschung des Turnieres“ bezeichnet, und Gary Owen, seinerseits Vizeweltmeister von 1969, aufeinander. Ersterer dominierte den ersten Tag des Spiels, als Taylor auch durch ein 128er-Break – das höchste Break des Turnieres – nach zwei Sessions mit 8:4 in Führung lag. Am zweiten Tag baute Taylor diese mit Sessiongewinnen von 5:1 und 4:2 auf ein 17:7 aus, sodass ihm der Platz im Halbfinale so gut wie sicher war. Die Vorentscheidung fiel mit dem 4:2-Ausgang seitens Taylor der fünften Session, sodass Owen mit dem Gewinn der finalen Session mit 5:2 nur noch auf ein 23:14 verkürzen und er somit den Halbfinaleinzug Taylors nicht mehr verhindern konnte.
Als erstes Spiel der Weltmeisterschaft im Bundesstaat Queensland trafen im Sherwood Services Club im Brisbaner Stadtteil Sherwood Cliff Thorburn und Eddie Charlton aufeinander, in deren Partie es nach dem ersten Tag 6:6 stand. Auch die insgesamt dritte Session einen Tag später ging unentschieden aus, bevor Charlton die folgende Session mit 4:2 gewann und somit mit 13:11 in Führung ging. Thorburn’s Widerstand brach mit der fünften Session endgültig, die Charlton mit 1:5 für sich entscheiden konnte, bevor letzterer mit einem 5:2-Gewinn der finalen Session zum 23:14-Endstand komplettierte und somit als einziger Australier das Halbfinale erreichte.

### Halbfinale
Zwischen dem 24. und dem 26. April folgten die Halbfinalspiele, die einerseits im Canberra Workers Club der australischen Hauptstadt Canberra sowie andererseits im Past Brothers League Club in Brisbane, der Hauptstadt Queenslands, ausgetragen wurden.
In Canberra, der australischen Hauptstadt trafen Ray Reardon und Alex Higgins aufeinander. Nachdem die erste Session mit 4:2 für Reardon ausgegangen war, wurde der erste Frame der zweiten Session auf die letzte Schwarze entschieden, als Higgins erst ausgeglichen hatte und im Anschluss daran ebenjene verschoss, bevor Reardon sich den Frame mit den sieben Punkten der von ihm gelochten Kugel holte. Anschließend gelang Higgins der Gewinn eines einzigen Frames, bevor Reardon sämtliche der restlichen vier Frames der Session gewann und somit nach dem Ende des ersten Tages mit 9:3 in Führung lag. Doch Higgins gelang das Comeback und kam erst auf 9:8 an Reardon heran, bevor er auf 10:10 ausglich. Doch erneut gingen die letzte vier Frames des Tages an Reardon, der somit immerhin eine Führung von 14:10 vorweisen konnte. Doch die fünfte Session des Spiels ging erneut mit 2:4 an den jungen Nordiren, ehe Reardon die letzte Session mit 5:2 und somit das Spiel mit 21:16 gewinnen konnte, um zum dritten Mal in Folge und zum vierten Mal insgesamt das Finale zu erreichen.
In Brisbane verlief der erste Tag des Spiels dagegen deutlicher, als Charlton beide Sessions mit 5:1 gewann und somit am Ende des Tages mit 10:2 in Führung lag. Doch am zweiten Tag startete Taylor eine Aufholjagd, als er nach den beiden Sessions seinen Rückstand auf 16:8 reduziert hatte. Zwar gingen auch am dritten und finalen Tag beide Sessions mit 2:4 und 3:4 jeweils an Taylor, doch am Ende ging Charlton mit einem 21:16 als Sieger aus der Partie.

### Finale
Das über 61 Frames gehende Endspiel wurde zwischen dem 27. April und dem 1. Mai 1975 im Nunawading Basketball Stadium elf Meilen von Melbourne entfernt ausgetragen. Schiedsrichter der Partie war der Waliser John Williams.
Der Start der Partie verlief ausgeglichen, als die zwei Sessions am ersten Tag beide mit jeweils 3:3 ausgingen, obwohl Charlton beim letzten Frame des Tages bei einer Führung von 63:0 lediglich den Frameball zur 7:5-Führung hätte versenken müssen, doch nachdem er vergab, gelang es Reardon, mit einem 64er-Break den Frame selbst zu gewinnen und somit auszugleichen. Doch nach einem wackeligen Start in die erste Session des zweiten Tages von Charlton schaffte es Reardon, ebenjene Session mit 6:0 zu gewinnen und somit zwischenzeitlich mit 12:6 in Führung zu gehen. Zu Beginn der vierten Session konnte Charlton immerhin zwei Frames gewinnen, bevor Reardon auch mittels eines 104er-Breaks die übrigen vier Frames gewann und somit am Ende des Tages mit 16:8 in Führung lag.
Doch am nächsten Tag schaffte es Charlton, in seine alte Form zurückzukehren und die fünfte Session mit 6:0 zu gewinnen. Nachdem auch die ersten drei Frames der zweiten Session des Tages an den Australier gegangen waren und er somit zwischenzeitlich mit 16:17 in Führung lag, gingen die übrigen drei Frames an Reardon, der somit am Ende des Tages wieder mit 19:17 führte. Charltons Formhoch setzte sich am vorletzten Tag fort, als er nach einem 3:3 in der ersten Session trotz eines 109er-Breaks des Australiers die insgesamt acht Session mit 1:5 für sich entscheiden konnte, sodass er vor den letzten beiden Sessions 23:25 in Führung lag.
Ebenfalls ging die vorletzte Session des Spiels mit 2:4 an Charlton, der somit vor den übrigen sieben Frames der finalen Session mit 25:29 in Führung lag. Und auch im ersten Frame der Session führte Charlton bereits mit 22 Punkten und brauchte lediglich die Braune zum Framegewinn, doch Charlton beging ein Foul, als bei seinem Stoß der Spielball in eine Tasche des Snookertisches fiel. Im Anschluss gewann Reardon erst diesen Frame und daraufhin die folgenden vier, um trotz des eigentlich sicheren Sieges für Charlton mit 30:29 bei zwei verbleibenden Frames zu führen. Auch wenn sich infolgedessen Charlton mit dem folgenden Frame in den Decider rettete, ging dieser mit 84:18 dank eines 62er-Breaks deutlich an Reardon, der somit das Spiel gewann. Für den Waliser war es der insgesamt vierte Weltmeistertitel, wobei zwei weitere bis 1978 folgten. Für Charlton war es dagegen die letzte Teilnahme an einem Finale der Snookerweltmeisterschaft, wodurch er mit dieser Niederlage endgültig die Chance auf einen Gewinn der Snookerweltmeisterschaft vertan hatte.
| Finale: Best of 61 Frames Schiedsrichter/in: John Williams Nunawading Basketball Stadium, Melbourne, Australien, 27. April – 1. Mai 1975 |                |                |
| Ray Reardon | 31:30          | Eddie Charlton |
| Erste Session: 2:84 (67), 60:59, 49:65, 93:25, 103:25 (94), 42:69, Zweite Session: 87:21, 19:84 (51), 33:67, 81:30, 9:86, 64:63, Dritte Session: 65:47, 80:46 (80), 66:56, 64:51, 115:16 (55), 82:20, Vierte Session: 39:69 (63), 28:96, 76:55 (70), 64:20, 121:14 (104), 115:2 (83), Fünfte Session: 38:86 (54), 43:77, 27:101, 45:69, 32:59, 46:95 (64), Sechste Session: 29:68, 2:64, 12:55, 68:53, 72:47, 57:50, Siebente Session: 52:60, 54:52, 25:72 (56), 59:30 (50), 68:23, 11:110 (109), Achte Session: 50:68 (56), 75:15 (57), 26:79 (53), 49:69, 50:68, 18:66 (58), Neunte Session: 55:99, 52:54, 22:70, 34:74 (54), 92:7 (60), 71:64 (R. 59), Zehnte Session: 73:66 (C. 52), 75:37, 60:26, 76:5 (62), 111:16 (92), 51:97 (68), 84:18 (62) |                |                |
| 104 | Höchstes Break | 109            |
| 1 | Century-Breaks | 1              |
| 13 | 50+-Breaks     | 13             |

### Turnierplan
|  | Runde der letzten 24 29 Frames | Runde der letzten 24 29 Frames |    | Achtelfinale 29 Frames | Achtelfinale 29 Frames |                |    | Viertelfinale 37 Frames | Viertelfinale 37 Frames |  |  | Halbfinale 37 Frames | Halbfinale 37 Frames |  |  | Finale 61 Frames | Finale 61 Frames |
|  |                                |                                |    |                        |                        |                |    |                         |                         |  |  |                      |                      |  |  |                  |                  |
|  | Warren Simpson                 | 19                             |    | Ray Reardon            | 15                     |                |    |                         |                         |  |  |                      |                      |  |  |                  |                  |
|  | Ron Mares                      | 10                             |    | Warren Simpson         | 14                     |                |    |                         |                         |  |  |                      |                      |  |  |                  |                  |
|  | Ron Mares                      | 10                             |    | Warren Simpson         | 14                     | Ray Reardon    | 19 |                         |                         |  |  |                      |                      |  |  |                  |                  |
|  |                                |                                |    |                        |                        | Ray Reardon    | 19 |                         |                         |  |  |                      |                      |  |  |                  |                  |
|  |                                | John Spencer                   | 18 |                        |                        |                |    |                         |                         |  |  |                      |                      |  |  |                  |                  |
|  | John Pulman                    | John Spencer                   | 18 | 23                     |                        | John Spencer   | 17 |                         |                         |  |  |                      |                      |  |  |                  |                  |
|  | John Pulman                    |                                |    |                        |                        | John Spencer   | 17 |                         |                         |  |  |                      |                      |  |  |                  |                  |
|  | Philip Tarrant                 | 6                              |    | John Pulman            | 12                     |                |    |                         |                         |  |  |                      |                      |  |  |                  |                  |
|  | Philip Tarrant                 | 6                              |    | John Pulman            | 12                     | Ray Reardon    | 21 |                         |                         |  |  |                      |                      |  |  |                  |                  |
|  |                                |                                |    |                        |                        |                |    |                         |                         |  |  |                      |                      |  |  |                  |                  |
|  |                                | Alex Higgins                   | 16 |                        |                        |                |    |                         |                         |  |  |                      |                      |  |  |                  |                  |
|  | David Taylor                   | Alex Higgins                   | 16 | 18                     |                        | Alex Higgins   | 20 |                         |                         |  |  |                      |                      |  |  |                  |                  |
|  | David Taylor                   |                                |    |                        |                        | Alex Higgins   | 20 |                         |                         |  |  |                      |                      |  |  |                  |                  |
|  | Rex King                       | 11                             |    | David Taylor           | 9                      |                |    |                         |                         |  |  |                      |                      |  |  |                  |                  |
|  | Rex King                       | 11                             |    | David Taylor           | 9                      | Alex Higgins   | 21 |                         |                         |  |  |                      |                      |  |  |                  |                  |
|  |                                |                                |    |                        |                        | Alex Higgins   | 21 |                         |                         |  |  |                      |                      |  |  |                  |                  |
|  |                                | Rex Williams                   | 16 |                        |                        |                |    |                         |                         |  |  |                      |                      |  |  |                  |                  |
|  | Ian Anderson                   | Rex Williams                   | 16 | 18                     |                        | Rex Williams   | 20 |                         |                         |  |  |                      |                      |  |  |                  |                  |
|  | Ian Anderson                   |                                |    |                        |                        | Rex Williams   | 20 |                         |                         |  |  |                      |                      |  |  |                  |                  |
|  | Lou Condo                      | 11                             |    | Ian Anderson           | 9                      |                |    |                         |                         |  |  |                      |                      |  |  |                  |                  |
|  | Lou Condo                      | 11                             |    | Ian Anderson           | 9                      | Ray Reardon    | 31 |                         |                         |  |  |                      |                      |  |  |                  |                  |
|  |                                |                                |    |                        |                        |                |    |                         |                         |  |  |                      |                      |  |  |                  |                  |
|  |                                | Eddie Charlton                 | 30 |                        |                        |                |    |                         |                         |  |  |                      |                      |  |  |                  |                  |
|  | Bill Werbeniuk                 | Eddie Charlton                 | 30 | 17                     |                        | Eddie Charlton | 17 |                         |                         |  |  |                      |                      |  |  |                  |                  |
|  | Bill Werbeniuk                 |                                |    |                        |                        | Eddie Charlton | 17 |                         |                         |  |  |                      |                      |  |  |                  |                  |
|  | Jim Meadowcroft                | 12                             |    | Bill Werbeniuk         | 12                     |                |    |                         |                         |  |  |                      |                      |  |  |                  |                  |
|  | Jim Meadowcroft                | 12                             |    | Bill Werbeniuk         | 12                     | Eddie Charlton | 23 |                         |                         |  |  |                      |                      |  |  |                  |                  |
|  |                                |                                |    |                        |                        | Eddie Charlton | 23 |                         |                         |  |  |                      |                      |  |  |                  |                  |
|  |                                | Cliff Thorburn                 | 14 |                        |                        |                |    |                         |                         |  |  |                      |                      |  |  |                  |                  |
|  | Cliff Thorburn                 | Cliff Thorburn                 | 14 | 17                     |                        | Graham Miles   | 4  |                         |                         |  |  |                      |                      |  |  |                  |                  |
|  | Cliff Thorburn                 |                                |    |                        |                        | Graham Miles   | 4  |                         |                         |  |  |                      |                      |  |  |                  |                  |
|  | Paddy Morgan                   | 12                             |    | Cliff Thorburn         | 25                     |                |    |                         |                         |  |  |                      |                      |  |  |                  |                  |
|  | Paddy Morgan                   | 12                             |    | Cliff Thorburn         | 25                     | Eddie Charlton | 21 |                         |                         |  |  |                      |                      |  |  |                  |                  |
|  |                                |                                |    |                        |                        |                |    |                         |                         |  |  |                      |                      |  |  |                  |                  |
|  |                                | Dennis Taylor                  | 16 |                        |                        |                |    |                         |                         |  |  |                      |                      |  |  |                  |                  |
|  | Dennis Taylor                  | Dennis Taylor                  | 16 | 16                     |                        | Fred Davis     | 14 |                         |                         |  |  |                      |                      |  |  |                  |                  |
|  | Dennis Taylor                  |                                |    |                        |                        | Fred Davis     | 14 |                         |                         |  |  |                      |                      |  |  |                  |                  |
|  | Perrie Mans                    | 13                             |    | Dennis Taylor          | 15                     |                |    |                         |                         |  |  |                      |                      |  |  |                  |                  |
|  | Perrie Mans                    | 13                             |    | Dennis Taylor          | 15                     | Dennis Taylor  | 23 |                         |                         |  |  |                      |                      |  |  |                  |                  |
|  |                                |                                |    |                        |                        | Dennis Taylor  | 23 |                         |                         |  |  |                      |                      |  |  |                  |                  |
|  |                                | Gary Owen                      | 14 |                        |                        |                |    |                         |                         |  |  |                      |                      |  |  |                  |                  |
|  | Gary Owen                      | Gary Owen                      | 14 | 25                     |                        | John Dunning   | 10 |                         |                         |  |  |                      |                      |  |  |                  |                  |
|  | Gary Owen                      |                                |    |                        |                        | John Dunning   | 10 |                         |                         |  |  |                      |                      |  |  |                  |                  |
|  | David Greaves                  | 4                              |    | Gary Owen              | 19                     |                |    |                         |                         |  |  |                      |                      |  |  |                  |                  |

## Century Breaks
Während des Turnieres spielten vier Spieler insgesamt sechs Century Breaks.
| Dennis Taylor  | 128      |
| Eddie Charlton | 124, 109 |

| John Spencer | 114, 103 |
| Ray Reardon  | 104      |